# Encrasicholina oligobranchus
Encrasicholina oligobranchus är en fiskart som först beskrevs av Wongratana, 1983.  Encrasicholina oligobranchus ingår i släktet Encrasicholina och familjen Engraulidae. Inga underarter finns listade i Catalogue of Life.